# Tom Coster

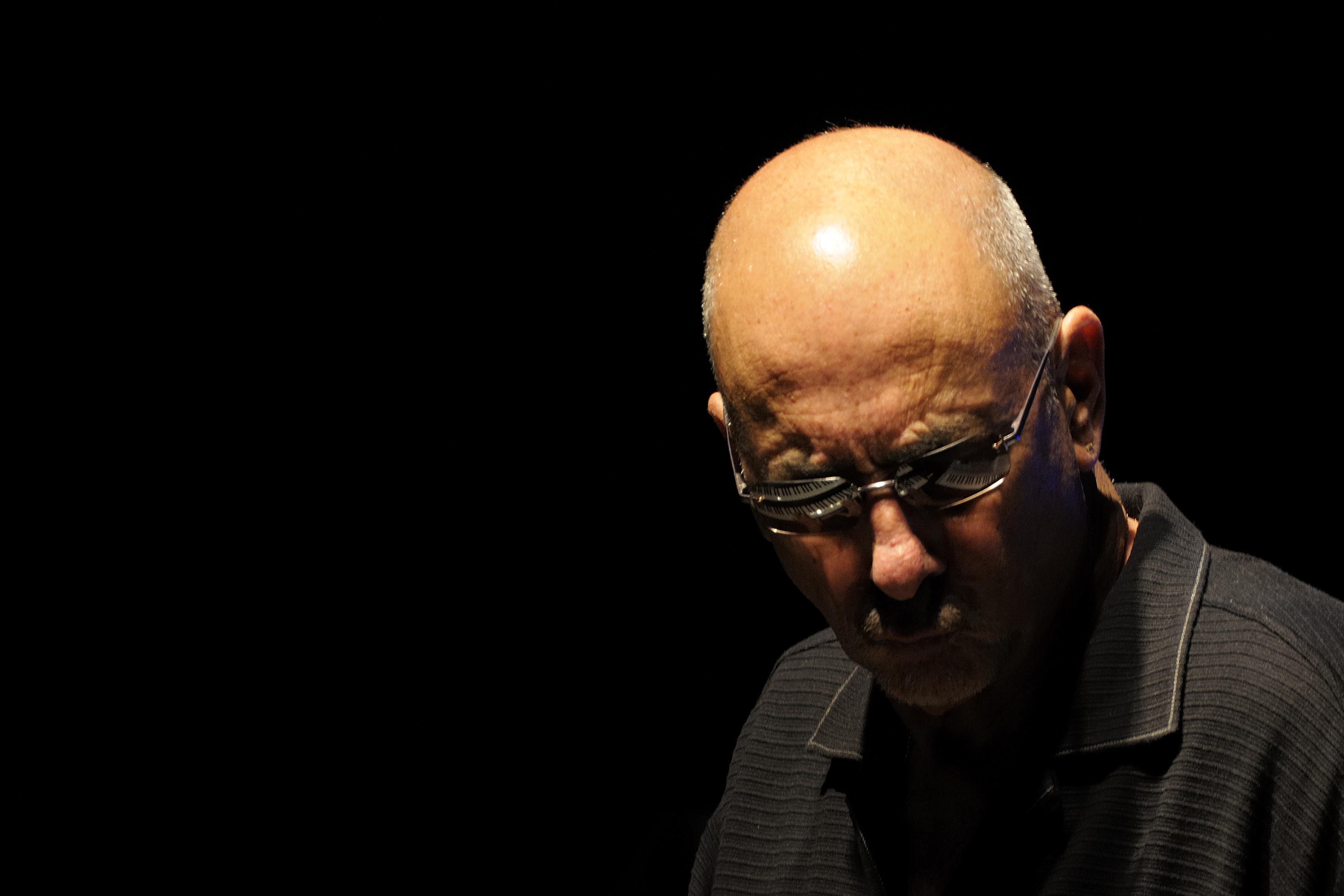
Tom Coster

Tom Coster (Detroit, 21 de agosto de 1941) é um tecladista e compositor americano. Nascido em Detroit e radicado San Francisco, Coster tocou piano e acordeão na juventude, continuando seus estudos durante a faculdade e nos cinco anos em que serviu na Força Aérea norte-americana.
Coster tocou e compôs com muitas bandas e músicos, incluindo The Loading Zone, Gabor Szabo, Carlos Santana, Billy Cobham, Third Eye Blind, Claudio Baglioni, Stu Hamm, Boz Scaggs, Zucchero, Joe Satriani, Frank Gambale, e Vital Information. Coster também produziu vários  discos de artistas do jazz contemporâneo.

## Discografia
- T.C. - 1981
- Ivory Expeditions - 1983
- Did Jah Miss Me?!? - 1989
- From Me to You - 1990
- Gotcha - 1992
- Let’s Set The Record Straight - 1993
- The Forbidden Zone - 1994
- From the Street - 1996
- Interstate '76(trilha sonora) - 1997